# Інкино (Нижньогородська область)
Інкино (рос. Инкино) — село в Бутурлинському районі Нижньогородської області Російської Федерації.
Населення становить 359 осіб. Входить до складу муніципального утворення Кочуновська сільрада.

## Історія
Від 2009 року входить до складу муніципального утворення Кочуновська сільрада.

## Населення
| 1999 | 2002 | 2010 |
| ---- | ---- | ---- |
| 540  | ↘445 | ↘359 |